# TEPP
TEPP (англ. Testis, prostate and placenta expressed) – білок, який кодується однойменним геном, розташованим у людей на 16-й хромосомі. Довжина поліпептидного ланцюга білка становить 271 амінокислот, а молекулярна маса — 30 717.
| 10         |  | 20         |  | 30         |  | 40         |  | 50         |
| ---------- |  | ---------- |  | ---------- |  | ---------- |  | ---------- |
| MGIVCAQCSF |  | ILLLSIIRAR |  | PPPFLFCPLS |  | SQRTESPYKP |  | VHLGLGPTDK |
| VAAIAMARII |  | DLVPWDDGST |  | HVYASPAILL |  | PMERQRNQLA |  | GVKQQLYHPA |
| LPTLRHMDRD |  | TVKACLPDEH |  | CQSTTYCRKD |  | EFDNAHFTLL |  | GVPNKPLQCL |
| DITATGQKLR |  | NRYHEGKLAP |  | IAPGINRVDW |  | PCFTRAIEDW |  | SHFVSSAGEF |
| KLPCLRKRAE |  | GLSGYAVRYL |  | KPDVTQTWRY |  | CLSQNPSLDR |  | YGQKPLPFDS |
| LNTFRSFGSS |  | YSRVNYLTPW |  | H          |  |            |  |            |

A: Аланін

C: Цистеїн

D: Аспарагінова кислота

E: Глутамінова кислота

F: Фенілаланін

G: Гліцин

H: Гістидин

I: Ізолейцин

K: Лізин

L: Лейцин

M: Метіонін

N: Аспарагін

P: Пролін

Q: Глутамін

R: Аргінін

S: Серин

T: Треонін

V: Валін

W: Триптофан

Задіяний у такому біологічному процесі, як альтернативний сплайсинг. 
Секретований назовні.